# Francisco Cabral (tenista)
Francisco Cabral (Oporto, Portugal; 8 de enero de 1997) es un tenista portugués.
Pel alcanzó el puesto 45 en el ranking ATP de dobles el 12 de septiembre de 2022; mientras que en individuales llegó al puesto 862 en el 5 de marzo de 2018.

## Títulos ATP (3; 0+3)

### Dobles (3)
| Leyenda                         |
| Grand Slam (0)                  |
| ATP Wourld Tour Finals (0)      |
| ATP Masters 1000 World Tour (0) |
| ATP World Tour 500 series (0)   |
| ATP World Tour 250 series (3)   |

| No. | Fecha               | Torneo  | Superficie    | Pareja         | Oponentes en la final           | Resultado              |
| --- | ------------------- | ------- | ------------- | -------------- | ------------------------------- | ---------------------- |
| 1.  | 1 de mayo de 2022   | Estoril | Tierra batida | Nuno Borges    | Máximo González André Göransson | 6-2, 6-3               |
| 2.  | 24 de julio de 2022 | Gstaad  | Tierra batida | Tomislav Brkić | Robin Haase Philipp Oswald      | 6-4, 6-4               |
| 3.  | 20 de julio de 2025 | Gstaad  | Tierra batida | Lucas Miedler  | Hendrik Jebens Albano Olivetti  | 6-7(4), 7-6(4), [10-3] |

#### Finalista (3)
| N.º | Fecha                    | Torneo     | Superficie    | Pareja               | Oponentes en la final                | Resultado        |
| --- | ------------------------ | ---------- | ------------- | -------------------- | ------------------------------------ | ---------------- |
| 1.  | 22 de abril de 2023      | Bania Luka | Tierra batida | Aleksandr Nedovyesov | Jamie Murray Michael Venus           | 5-7, 2-6         |
| 2.  | 23 de julio de 2023      | Bastad     | Tierra batida | Rafael Matos         | Gonzalo Escobar Aleksandr Nedovyesov | 2-6, 2-6         |
| 3.  | 26 de septiembre de 2023 | Chengdú    | Dura          | Rafael Matos         | Sadio Doumbia Fabien Reboul          | 6-4, 5-7, [7-10] |

## Títulos Challenger (14; 0+14)

### Dobles
| N.º | Fecha      | Torneo                 | Superficie        | Compañero          | Oponentes en la final                     | Resultado           |
| --- | ---------- | ---------------------- | ----------------- | ------------------ | ----------------------------------------- | ------------------- |
| 1.  | 10.04.2021 | Challenger de Oeiras 2 | Tierra batida     | Nuno Borges        | Pavel Kotov Tseng Chun-hsin               | 6-1, 6-2            |
| 2.  | 25.09.2021 | Challenger de Braga    | Tierra batida     | Nuno Borges        | Jesper de Jong Bart Stevens               | 6-3, 6-7(4), [10-5] |
| 3.  | 05.11.2021 | Challenger de Tenerife | Dura              | Nuno Borges        | Jeevan Nedunchezhiyan Purav Raja          | 6-3, 6-4            |
| 4.  | 05.11.2021 | Challenger de Manama   | Dura              | Nuno Borges        | Maximilian Neuchrist Michail Pervolarakis | 7-5, 6-7(5), [10-8] |
| 5.  | 11.12.2021 | Challenger de Maia 1   | Tierra batida (i) | Nuno Borges        | Andrej Martin Gonçalo Oliveira            | 6-3, 6-4            |
| 6.  | 19.12.2021 | Challenger de Maia 2   | Tierra batida (i) | Nuno Borges        | Piotr Matuszewski David Pichler           | 6-4, 7-5            |
| 7.  | 02.04.2022 | Challenger de Oeiras   | Tierra batida     | Nuno Borges        | Sanjar Fayziev Markos Kalovelonis         | 6-3, 6-0            |
| 8.  | 09.04.2022 | Challenger de Oeiras 2 | Tierra batida     | Nuno Borges        | Zdeněk Kolář Adam Pavlásek                | 6-4, 6-0            |
| 9.  | 23.04.2022 | Challenger de Praga    | Tierra batida     | Szymon Walków      | Tristan Lamasine Lucas Pouille            | 6-2, 7-6(12)        |
| 10. | 07.05.2022 | Challenger de Praga-2  | Tierra batida     | Nuno Borges        | Andrew Paulson Adam Pavlásek              | 6–4, 6–7(3), [10–5] |
| 11. | 29.04.2023 | Challenger de Roma     | Tierra batida     | Nicolás Barrientos | Andrey Golubev Denys Molchanov            | 6–3, 6–1            |
| 12. | 05.10.2024 | Challenger de Braga    | Tierra batida     | Théo Arribagé      | Marco Bortolotti Daniel Cukierman         | 6–3, 6–4            |
| 13. | 30.11.2024 | Challenger de Maia     | Tierra batida (i) | Théo Arribagé      | Kimmer Coppejans Sergio Martos Gornés     | 6–1, 3–6, [10–5]    |
| 14. | 13.04.2025 | Challenger de Madrid   | Tierra batida     | Lucas Miedler      | Jakub Paul David Pel                      | 7–6(2), 6–4         |